# Архиепископ Ливерпуля
Архиепископ Ливерпуля — глава римско-католической архиепархии Ливерпуля в Англии. Эта должность эквивалентна митрополиту римско-католической провинции Ливерпуля (иногда Северная провинция).
Площадь архидиоцеза составляет 1165 км² и включает графства: западную часть Ланкашира, частично Мерсисайд, Чешир, Большой Манчестер, Западный Дерби и Остров Мэн. Диоцез насчитывает 214 приходов. Кафедральный собор — архитектурный шедевр (1967), собор Христа Вседержителя на Mount Pleasant в Ливерпуле.
С 1850 года существует как епархия Ливерпуля. В ранг архиепархии возведён 28 октября 1911 года отделением от митрополии Вестминстера.
В настоящий момент кафедру архиепископа Ливерпуля занимает Джон Шеррингтон, 10-й архиепископ Ливерпуля, находящийся на этой должности с 5 апреля 2025 года.

## Список епископов Ливерпуля
| Список епископов Ливерпуля | Список епископов Ливерпуля               | Список епископов Ливерпуля | Список епископов Ливерпуля | Список епископов Ливерпуля                                                                     |
| No.                        | Имя                                      | с                          | до                         | Примечание                                                                                     |
| -------------------------- | ---------------------------------------- | -------------------------- | -------------------------- | ---------------------------------------------------------------------------------------------- |
| 1                          | Джордж Браун (англ. George Hilary Brown) | 29 сентября 1850           | 25 января 1856             | Ранее папский викарий Ланкашира (1840—1850); умер, находясь в должностип                       |
| 2                          | Александр Госс (англ. Alexander Goss)    | 25 января 1856             | 3 октября 1872             | Ранее епископ-коадъютор Ливерпуля (1853—1856); умер, находясь в должности.                     |
| 3                          | Бернард О’Рейли (англ. Bernard O'Reilly) | 28 февраля 1873            | 9 апреля 1894              | Ранее священник; епископская хиротония 19 марта 1873 года; умер, находясь в должности.         |
| 4                          | Томас Уайтсайд (англ. Thomas Whiteside)  | 12 июля 1894               | 28 октября 1911            | Ранее священник; епископская хиротония 15 августа 1894 года; назначен архиепископом Ливерпуля. |

## Список архиепископов Ливерпуля
| Список архиепископов Ливерпуля | Список архиепископов Ливерпуля                    | Список архиепископов Ливерпуля | Список архиепископов Ливерпуля | Список архиепископов Ливерпуля |
| No.                            | Имя                                               | с                              | до                             | Примечание |
| ------------------------------ | ------------------------------------------------- | ------------------------------ | ------------------------------ | --- |
| 1                              | Томас Уайтсайд (англ. Thomas Whiteside)           | 28 октября 1911                | 28 января 1921                 | Ранее епископ Ливерпуля; умер, находясь в должности.                                                                                 |
| 2                              | Фредерик Китинг (англ. Frederick William Keating) | 13 июня 1921                   | 7 февраля 1928                 | Ранее епископ Нортгемптона (1908—1921); умер, находясь в должности.                                                                  |
| 3                              | Ричард Доуни (англ. Richard Downey)               | 3 августа 1928                 | 16 июня 1953                   | Ранее священник; епископская хиротония 21 сентября 1928; умер, находясь в должности.                                                 |
| 4                              | Уильям Годфри (англ. William Godfrey)             | 10 ноября 1953                 | 3 декабря 1956                 | Ранее титулярный епископ Cius и первый апостольский делегат на Мальте и Гибралтаре (1938—1953); назначен архиепископом Вестминстера. |
| 5                              | Джон Хинан (англ. John Carmel Heenan)             | 2 мая 1957                     | 2 сентября 1963                | Ранее епископ Лидса (1951—1957); назначен архиепископом Вестминстера.                                                                |
| 6                              | Джордж Бек (англ. George Andrew Beck)             | 29 января 1964                 | 7 февраля 1976                 | Ранее епископ Солфорда (1955—1964); подал в отставку в возрасте 71 года.                                                             |
| 7                              | Дерек Уорлок (англ. Derek John Worlock)           | 7 февраля 1976                 | 6 февраля 1996                 | Ранее епископ Портсмута (1965—1976); умер, находясь в должности.                                                                     |
| 8                              | Патрик Келли (англ. Patrick Altham Kelly)         | 21 мая 1996                    | 27 февраля 2013                | Ранее епископ Солфорда (1984—1996); подал в отставку по возрасту.                                                                    |
| 9                              | Малькольм МакМаон (англ. Malcolm Patrick McMahon) | 21 марта 2014                  | 5 апреля 2025                  | Ранее епископ Ноттингема (2000—2014).                                                                                                |
| 10                             | Джон Шеррингтон (англ. Джон Шеррингтон)           | 5 апреля 2025                  | по настоящее время             | Ранее вспомогательный епископ архиепархиии Вестминстера (2011—2025). Назначен архиепископом Ливерпуля 5 апреля 2025.                 |